# CONSERT
CONSERT, acronyme de COmet Nucleus Sounding Experiment by Radiowave Transmission (en anglais Expérience de sondage d'un noyau de comète par transmission d'ondes radio), est une expérience scientifique embarquée à bord de la sonde spatiale Rosetta et lancée en 2004. La sonde spatiale développée par l'Agence spatiale européenne s'est placée en août 2014 en orbite autour du noyau de la comète 67P/Churyumov-Gerasimenko et y a déposé le 12 novembre de la même année un atterrisseur nommé Philae à sa surface. Rosetta a pour objectif d'étudier la structure du noyau de la comète, sa composition ainsi que son comportement à l'approche du Soleil (dégazage). CONSERT est un sondeur radiofréquence qui doit permettre l'étude de la structure interne du noyau de la comète. Le responsable scientifique (Principal Investigator) de CONSERT est Wlodek Kofman (IPAG), Directeur de Recherche au CNRS.

## Contexte: la structure du noyau d'une comète
Un noyau cométaire est une structure de petite taille (généralement de quelques centaines de mètres à quelques kilomètres) de forme irrégulière composée essentiellement de glaces (en majorité de la glace d'eau) et de poussières principalement des minéraux silicatés cristallisés comme l'olivine et l'enstatite. Ils sont également riches en molécules organiques. La densité de la comète 67P/Churyumov-Gerasimenko est faible puisqu'elle est mesurée à 0,53 ce qui implique que sa porosité (la proportion des vacuités à l'intérieur du noyau) est proche de 80 %.

## Principes de fonctionnement
CONSERT est un radar bistatique utilisant des ondes métriques (90 MHz). L'émetteur de CONSERT placé à bord de la sonde en orbite autour du noyau de la comète envoie un signal radio qui se propage jusqu'à l'atterrisseur en traversant une partie du noyau. Un récepteur placé à bord de l'atterrisseur retransmet le signal reçu à l'orbiteur. L'étude du signal mesuré (délai, puissance, chemins multiples) permet d'effectuer une espèce de tomographie du noyau.

## Objectifs
Ces données doivent permettre de mieux comprendre le processus de formation et d'évolution des comètes en répondant à des interrogations importantes sur la physique de ces petits corps :
- structure : homogène, en couches, composé de blocs ;
- nature des matériaux réfractaires qui la compose : chondrites, autres ;
- propriétés diélectriques.

## Développement
CONSERT est un instrument conçu et réalisé par l'IPAG (CNRS/UJF, Grenoble, France), le LATMOS (CNRS/UVSQ, Paris, France) et le Max-Planck-Institut für extraterrestrische Physik (Lindau, Allemagne) sous financement des agences spatiales française CNES et allemande DLR.